# Ulrich Boucka
Ulrich Boucka (ur. 4 lipca 1990 w Libreville) – gaboński piłkarz grający na pozycji napastnika w sezonie 2020/2021 w US Oyem. Reprezentant kraju.

## Kariera

### Kariera klubowa
Ulrich Boucka zaczynał karierę w FC 105 Libreville, klubie z miasta urodzenia. 1 lipca 2008 roku wyjechał za granicę, do Maroka, a konkretnie do Moghrebu Tétouan. Po roku powrócił do ojczyzny, ale do AS Mangasport Moanda. Z tym klubem zdobył w sezonie 2010/2011 puchar kraju. 1 lipca 2011 roku został zawodnikiem FC Sapins, a rok później AC Bongoville. Nie ma danych o jego występach między sezonem 2013/2014, a 2015 rokiem. 1 stycznia 2015 roku został zawodnikiem US O’Mbilia Nzami, choć inne źródło podaje, że występował tam od sezonu 2014/2015. 1 lipca 2016 roku podpisał kontrakt z Stade Mandji Port-Gentil. W 2019 roku został zawodnikiem US Oyem (inne źródło pokazuje, iż rozpoczął występy tam w sezonie 2017/2018).

### Kariera reprezentacyjna
Ulrich Boucka zadebiutował w reprezentacji 15 stycznia 2013 roku w meczu z Libanem, zremisowanym bezbramkowo. Łącznie rozegrał 3 mecze w reprezentacji (wszystkie pod egidą FIFA, wszystkie w 2013 roku).